# Захар Шийкевич

Генеральний писар керував роботою Генеральної канцелярії і зберігав Військову печатку.

Захар Іванович Шийкевич  гербу Шеліга (інколи Шуйкевич) (до 1628 — 1704) — державний діяч і представник генеральної старшини Лівобережної Гетьманщини XVII століття. Генеральний писар в уряді гетьмана Війська Запорозького Юрія Хмельницького та гетьмана Лівобережної України Івана Брюховецького в 1660-х і 1680-1690-х роках. Гетьманський ревізор при гетьмані Іоанні Мазепі.

## Біографія
3ахар Шийкевич уперше згадується в джерелах як «подписок», тобто писар, на службі в Івана Виговського. Був одружений з дочкою прилуцького полковника Яцька Воронченка (1654—1657).
Після втрати влади Виговським потрапляв у полон до москалів, але врятувався тим, що дав свідчення проти переяславського полковника Тимоша Цецюри. Незабаром став одним з найближчих радників гетьмана Юрія Хмельницького, а потім і генеральним писарем при ньому. Відзначався антимосковською позицією. Зокрема, озлоблений на нього Цецюра писав, що Шийкевич
| «… ляхского короля і Ляхов хвалить, а царської величності і російським людям ворог». |
Після відмови від гетьманського уряду Ю. Хмельницького він продовжив свою службу на Лівобережжі, де в малограмотному оточенні гетьмана Івана Брюховецького швидко вивищився в генеральні писарі. Завдяки своїм інтелектуальним здібностям став дуже впливовою особою. Його побоювався навіть сам гетьман Брюховецький.
Для посилення своїх позицій у 1665 гетьман вів таємні переговори з Москвою про приборкання краян, за це він обіцяв організувати на Гетьманщині збір податків у царську казну. Євстрат Фролов 8 травня 1665 доповідав, що Брюховецький, висловлюючи згадані пропозиції, водночас побоювався, аби про них не прочув 3ахар Шийкевич, який міг про все це розповісти старшині й від того
| «будет на него, гетмана, нелюбье ото всего малороссийского народа» |.
Генерального писаря в Москві розглядали як головного противника збирання податку з жителів Гетьманщини для царської казни і підбурювача гетьмана чинити цим заходам найрішучіший опір.
Завдяки незалежній активній позиції невдовзі став небажаною особою як для гетьмана, так і для інших старшин, які боролися за вплив на тодішнього керманича України. Київський полковник Василь Дворецький інформував Шереметьєва, щоб той радив царю по приїзду до нього делегації з Гетьманщини віддалити від гетьмана «Захарку, бо в нем есть злоба великая» і залишити останнього в Москві.
У грудні 1665 велике посольство гетьманських урядовців на чолі з Іваном Брюховецьким прибуло до Москви. Тут, на обіді у Долгорукого, очевидно, була спровокована із заздалегідь домовленим переяславським протопопом Бутовичем суперечка-сутичка з 3ахаром Шийкевичем. Відразу після неї прибічники Брюховецького написали донос у Малоросійський приказ. Захара Шийкевича заарештовують і запроторюють до Сибіру. Без головного супротивника надмірним царським зазіханням на права й вольності козацтва, правляча верхівка, підкуплена маєтностями та почесними московськими рангами, фактично здала Гетьманщину Московії під управління воєвод, російських залог. Гетьман, ставши боярином, навіть звернувся з пропозицією про призначення митрополита з Москви.
Гетьман Петро Дорошенко (в 1669 році) і наказний гетьман Василь Многогрішний (1671 року) в числі інших згадували і прізвище Шийкевича в переліку людей, яких просили царський уряд повернути з Сибіру на Україну. Але 7 червня 1671 в Батурин була надіслана царська грамота, у якій гетьманському уряду заборонялося звертатися з подібними проханнями.
Повернувся Захар Шийкевич із заслання лише після 1681 року.
З самого початку правління гетьмана Івана Мазепи перебував у його оточенні. 20 жовтня 1687 вже як гетьманський ревізор брав участь у Гадяцькому суді, а 7 грудня того ж року — у Полтавському. Шийкевич виконував різні доручення гетьмана Мазепи: брав участь в судах, розмежовував землі між селами різних волостей, вів розшук у справі Петрика, спостерігав за виборами полковника у Переяславі в червні 1690.
Поява колишнього генерального писаря в гетьманській столиці й відразу наділення його відповідальними повноваженнями вказує на те, що з гетьманом він був знайомий іще з часів Івана Виговського. Шістнадцятирічне перебування 3ахара Шийкевича на засланні, ясна річ, не зробило його вдячним вірнопідданим царів. Мазепа не міг поставити здібного старшину на відповідальну урядову посаду, бо це б насторожило Москву, але наблизив ображеного царською владою до себе, оскільки не очікував від нього зради, мав можливість говорити з ним відверто про найпотаємніше. Головним чином завдяки зусиллям Захара Шийкевича від гетьмана була відвернена підозра в зносинах з Кримом, у зв'язках з Петриком.
Помер Захар Шийкевич в 1704 році.